# Epiplatymetra angularia
Epiplatymetra angularia là một loài bướm đêm trong họ Geometridae.